# Сурхарбан
Сурхарбаан — бурятське спортивне народне свято. Стародавня назва — «Ерин гурбан наадан» («Три гри чоловіків»).

## Етимологія
«Сурхарбаан» з бурятської мови перекладається як «стрільба в сур» — шкіряну мішень. Мішені для стрільби з лука робили зі шкіряного ременя — «сур». Потім цю назву перенесли на інші мішені зі шкіри, а змагання зі стрільби в сур — Сур-Харбан стало назвою всього свята.

## Виникнення
Початково свято виникло як суспільний суд. В наш час проходить щорічно у першу неділю липня — після завершення весняних сільськогосподарських робіт.

## Змагання

### Стрільба з лука

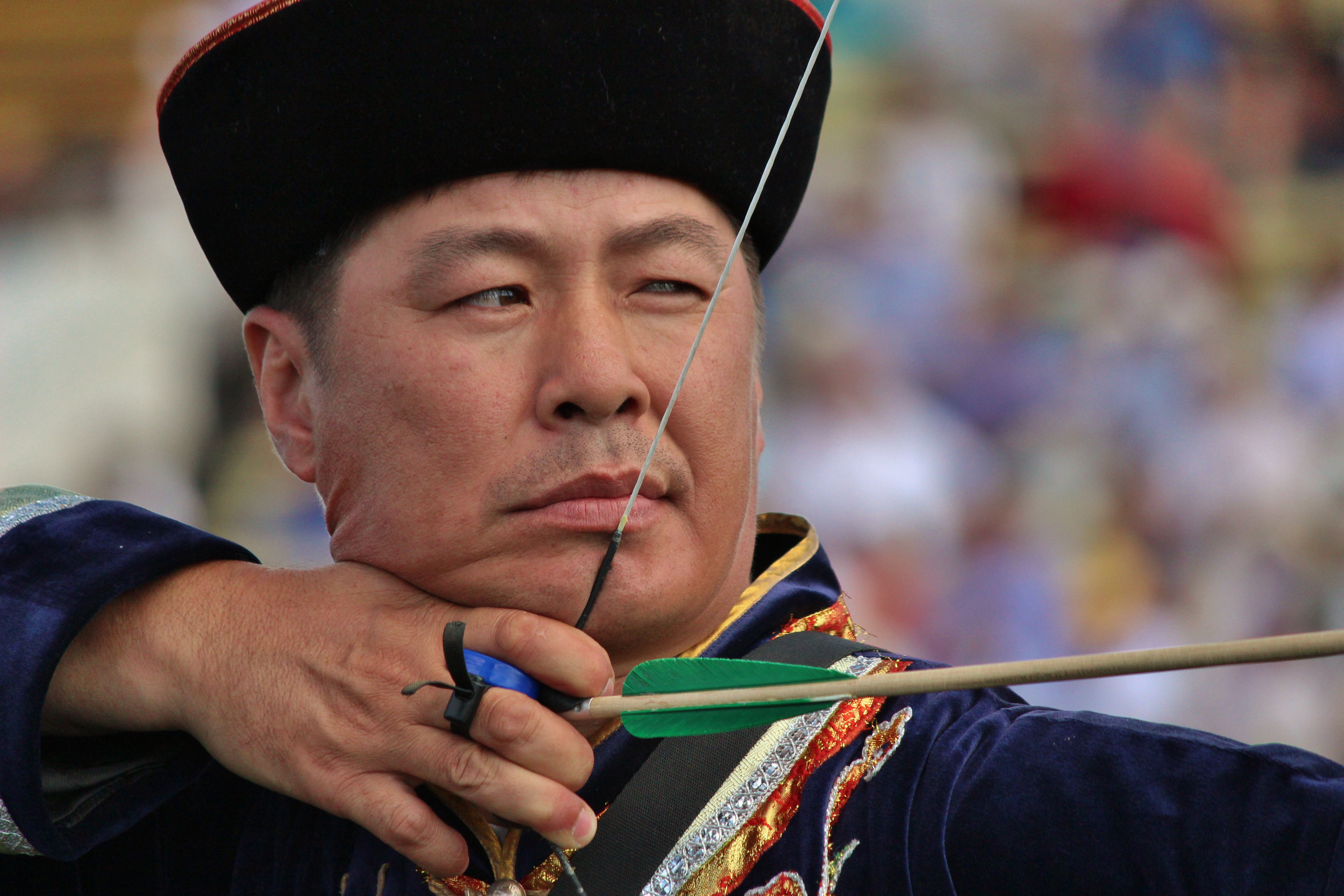
Стрільба з бурятського луку. Бальжиніма Циремпілов

Крім стрільби з лука проводяться змагання з бурятської боротьби та кінні перегони. Під час свята виконується національний танець «йохор».
Для стрільбища вибирають рівне місце і розставляють впритул один до одного «сури» — грудки вовни, обшиті шкірою. Переможцем вважається той, хто вибиває більше мішенів. Стрільба ведеться з дистанції 30 луків та 20 луків. Лук для національної бурятської стрільби має довжину близько 160 см.

### Боротьба

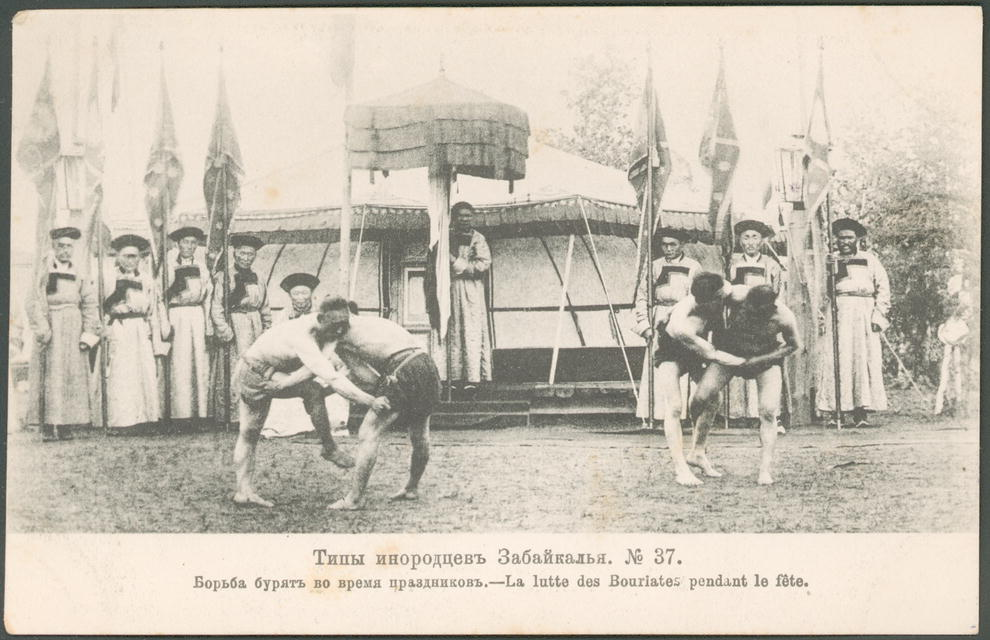
Національна боротьба на свято. Листівка 1904 року.

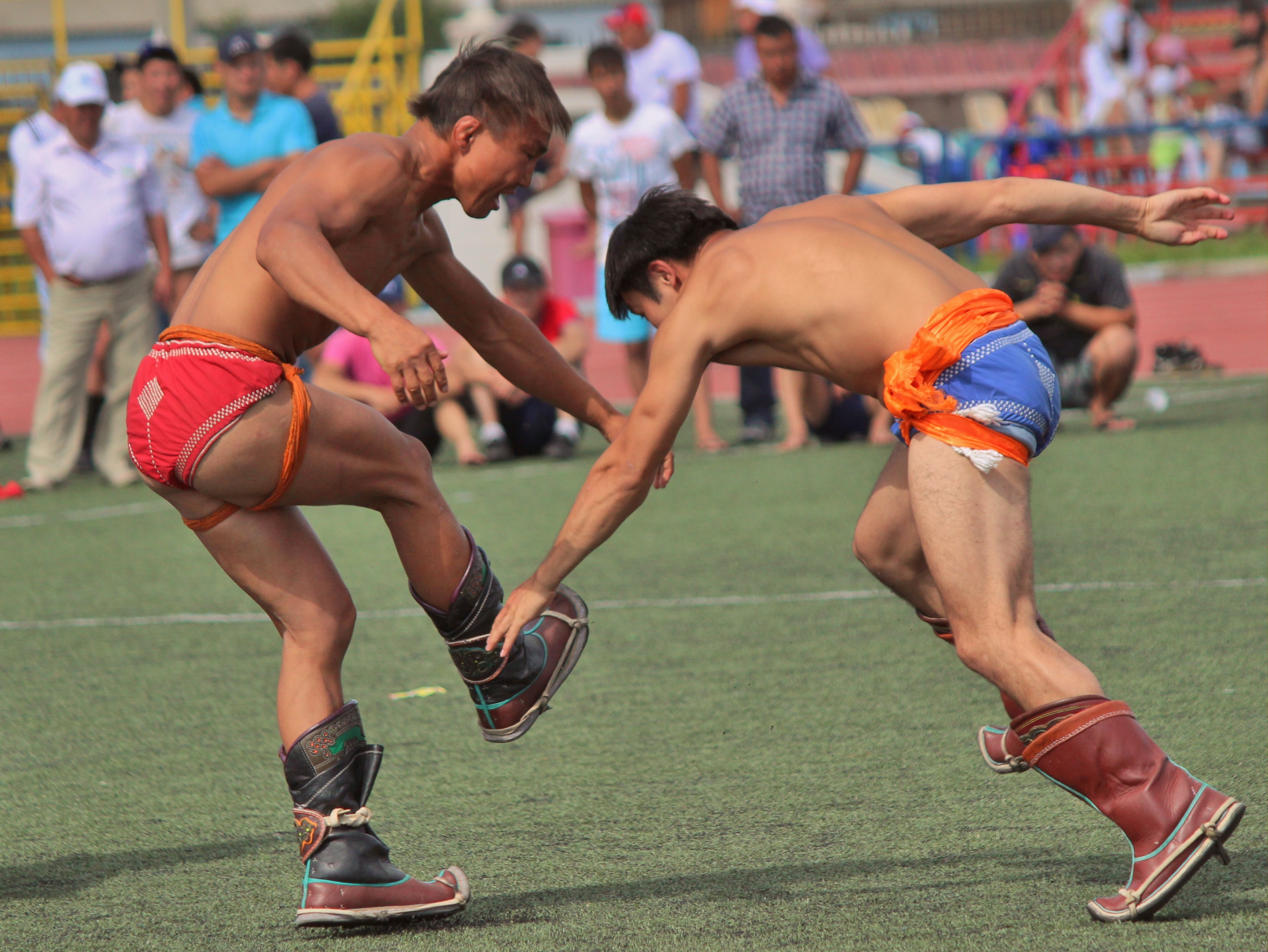
Бурятська боротьба

Після стрільби з лука (або паралельно з нею — на великих змаганнях) проводяться змагання баторів (борців). Правила боротьби у хоринських та агінських бурятів різняться. У хоринців у боротьбі тим, хто програє, вважається той, хто торкається рукою або коліном землі — встає на будь-які три точки опори. У агінців суперника треба скинути на лопатки. Агінці борються на поясах, за які тримаються під час сутички. В обох школах боротьби борцю, який атакує, потрібно і самому втриматися на ногах. Вагових категорій немає. Переможець виконує «танець орла», в нагороду отримуючи живого барана, якого забирає на руках, хоча в наші дні призи можуть доходити до невеликого стада і навіть автомобіля. Наприкінці змагань найкращий батор викликає на змагання всіх бажаючих — тобто, втомившись, показати, що може провести додаткову сутичку, підтвердивши своє звання.

### Кінні перегони

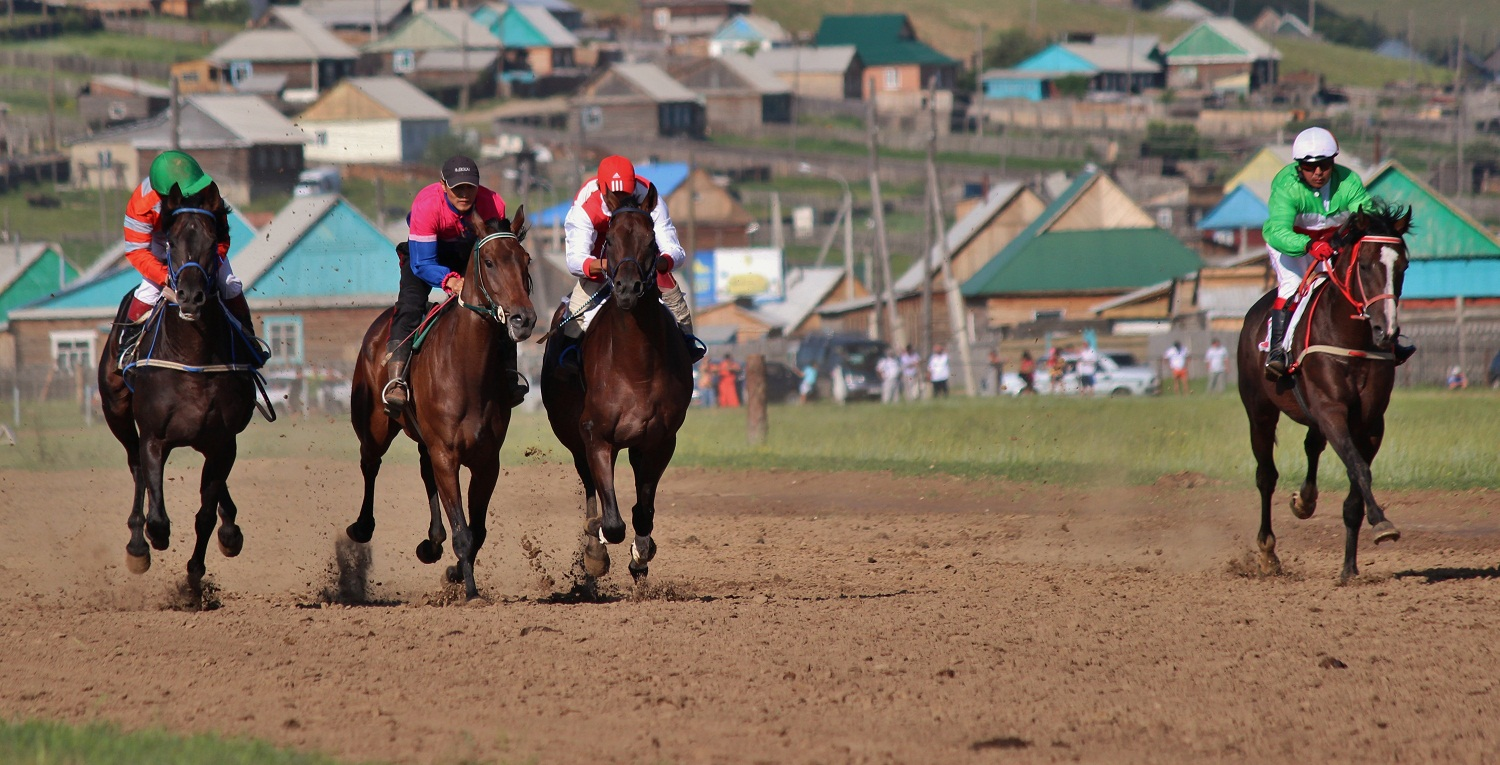
Кінні перегони

Кінні перегони проводяться на дистанції 3-4 кілометри. Коней спеціально готують до перегонів за кілька тижнів до свята, займаються цим власники (досвідчені знавці перегонів, практично завжди — колишні учасники та переможці змагань). Наїзниками (хулек) бувають підлітки, які перебувають при власниках, хоча обмежень за віком немає. Хороший вершник поганяв коня двома батогами, опустивши вуздечку. На фініші коней ловлять спеціальні люди. Після перегонів вимовляється хвала коневі-переможцю.

## У мистецтві
- У пісні Олега Медведєва «Потяг на Сурхарбан» свято постає як метафоричне завершення недаремно прожитого життя; кожного загиблого степовика доставляє туди містичний поїзд, що вічно летить по небу[2].